# 胡爾卡馬爾卡區
胡爾卡馬爾卡區（西班牙語：Distrito de Julcamarca），是秘魯的一個區，位於該國中南部萬卡韋利卡大區的安拉賴斯省，面積48.61平方公里，海拔高度3,418米，2005年人口1,307，人口密度每平方公里27人。